# Hrabstwo Chester (Pensylwania)
Chester – hrabstwo w stanie Pensylwania w USA. Populacja liczy 498886 mieszkańców (stan według spisu z 2010 roku).
Powierzchnia hrabstwa to 1968 km² (w tym 10 km² stanowią wody). Gęstość zaludnienia wynosi 254,7 osoby/km².

## Miejscowości

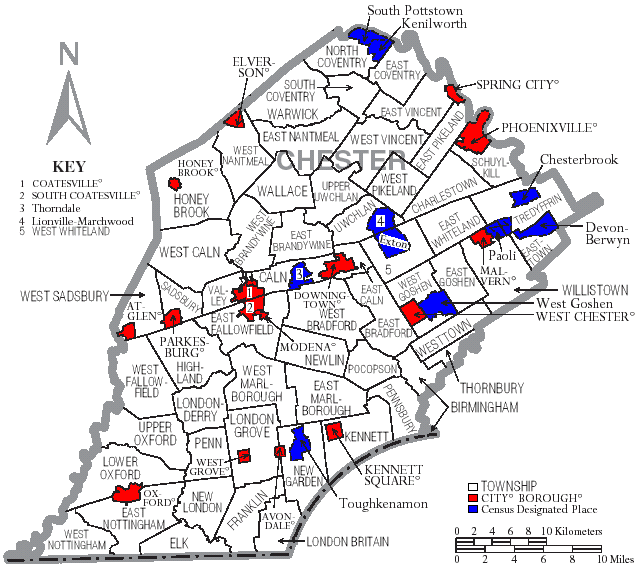
Rozmieszczenie miast i Broughs na mapie hrabstwa

### Miasta
- Coatesville

### Boroughs
| - Avondale - Avondale - Downingtown - Elverson - Honey Brook | - Kennett Square - Malvern - Modena - Oxford - Parkesburg | - Phoenixville - South Coatesville - Spring City - West Chester - West Grove |